# Tawara Machi
Tawara Machi (Osaka, 31 dicembre 1962) è una poetessa, scrittrice e traduttrice giapponese, celebre soprattutto per aver ridato vita allo stile tanka della tradizione poetica nipponica.

## Biografia
Nata nella prefettura di Osaka all'età di 14 anni si è trasferita in quella di Fukui. Nel 1981 è entrata nella facoltà di lettere dell'Università di Waseda, una delle più rinomate facoltà umanistiche del Giappone, che annovera studenti come Haruki Murakami, Taku Miki, Yōko Ogawa e altri importanti esponenti del mondo letterario nipponico. Nell'ateneo di Waseda, la Machi ha incontrato il suo mentore, il poeta Yukitsuna Sasaki. Dopo aver conseguito il baccalaureato in letteratura giapponese nel 1985 ha iniziato a insegnare alla Hashimoto Highschool di Kanagawa dove è stata insegnante fino al 1989. Nel 1986 ha ricevuto il premio letterario Kadokawa Tanka e nel 1987 ha pubblicato la sua prima raccolta di tanka dal titolo Salad Anniversary che è diventato rapidamente un best seller vendendo più di tre milioni di copie. Grazie a questo clamoroso debutto letterario la Machi ha ricevuto il premio della Modern Japanese Poets Association nel 1988. Nel 1991 ha pubblicato un secondo libro di tanka dal titolo Kaze no tenohira.
Alla sua attività di poetessa la Machi affianca quella di traduttrice in giapponese moderno diverse opere letterarie scritte in giapponese antico, come lo Man'yōshū e il Taketori monogatari.